# ألومنيوم قطر
الومنيوم قطر هو مصنع لصهر الألومنيوم يقع في منطقة مسيعيد الصناعية وهو مشروع مشترك بين قطر للبترول ونورسك هيدرو . حصلت إيه بي بي على عقد بقيمة 140 مليون دولار من قبل شركة ألومنيوم قطر في عام 2007 لبناء الأجزاء الكهربائية للمصنع.
تم افتتاحه في أبريل 2010، وكان أكبر مصنع للألمنيوم تم إطلاقه في خطوة واحدة. بلغت طاقتها السنوية في سبتمبر 2011 585000 طن متري من الألومنيوم الأولي،  يتم شحنها جميعًا كمنتجات ذات قيمة مضافة من الألومنيوم. كما تم بناء محطة لتوليد الكهرباء بالغاز الطبيعي بقدرة 1350 ميجاوات لضمان إمدادات ثابتة من الكهرباء.

## روابط خارجية
- الموقع الرسمي لشركة الومنيوم قطر
- قطر للبترول الموقع الرسمي
- هيدرو الموقع الرسمي